# Pieter Jelles Troelstra
Pieter Jelles Troelstra (født 20. april 1860, Leeuwarden, død 12. maj 1930, Haag) var en hollandsk politiker i den socialistiske arbejderbevægelse. Han er mest husket for sin kamp for den almindelige valgret og hans mislykkedes opfordring til revolution i slutningen af 1. verdenskrig. Fra 1888 indtil 1904, var Troelstra gift med Sjoukje bokma de Boer, som var en velkendt børnebogsforfatter under pseudonymet Nynke van Hichtum.